# Řasy

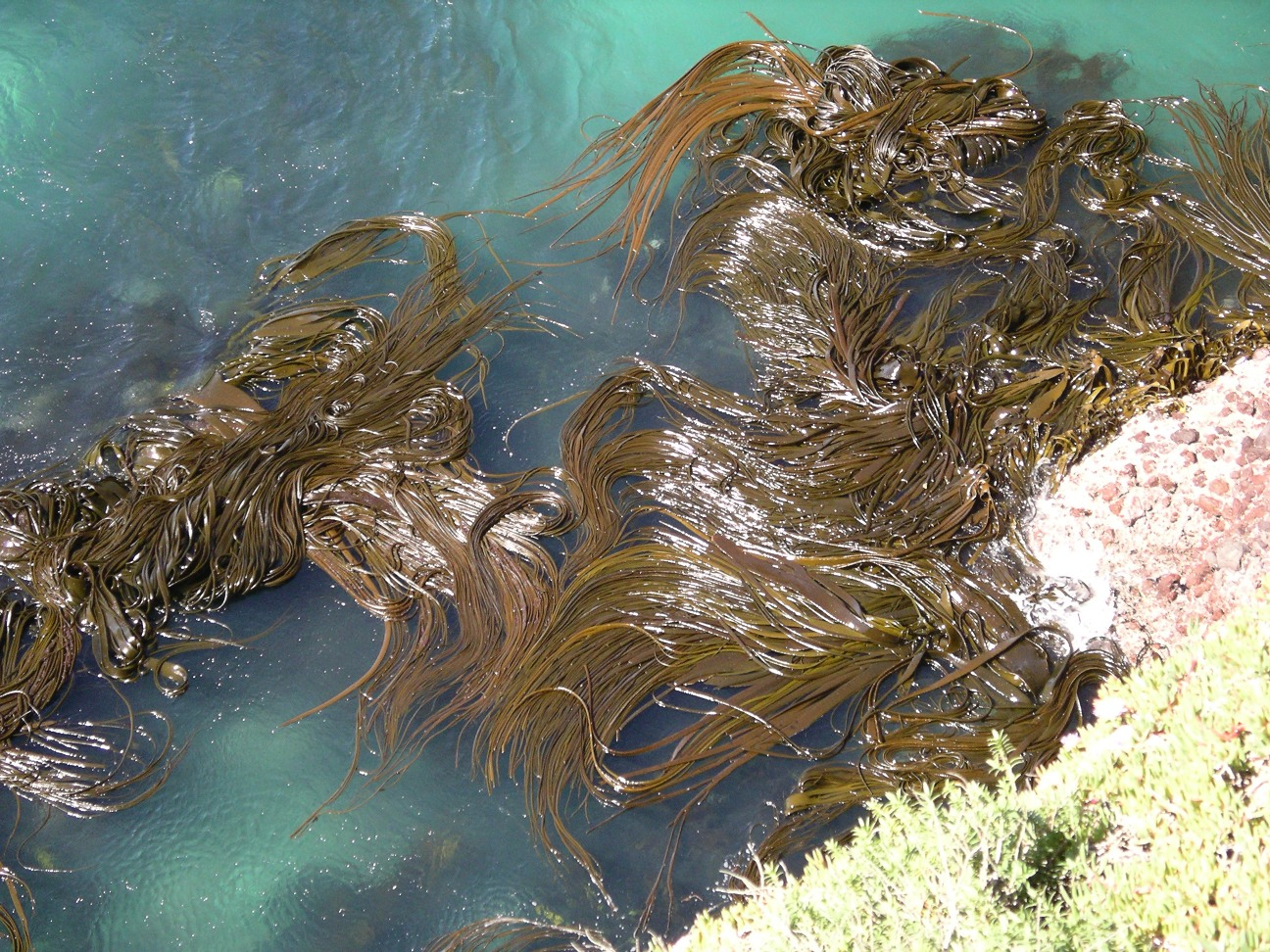
Chaluha Durvillaea antarctica na pobřeží Nového Zélandu

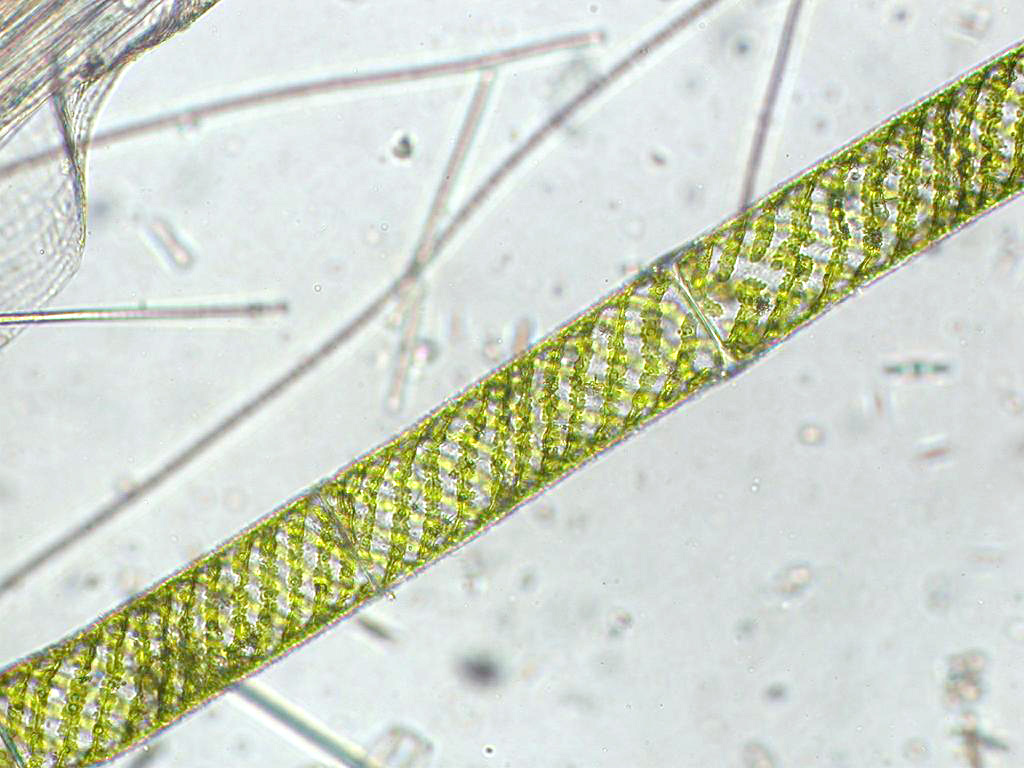
Mikroskopická zelená řasa šroubatka (Spirogyra ssp.)

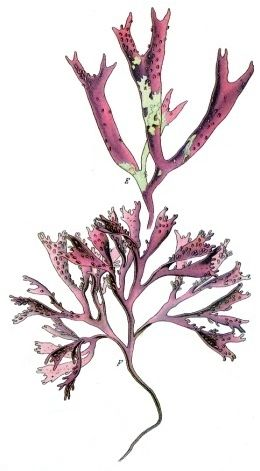
Červená řasa druhu Mastocarpus stellatus

Řasy jsou jednoduché fotosyntetizující organismy, tradičně řazené mezi nižší rostliny. Ve skutečnosti jsou řasy seskupením nepříbuzných skupin organismů a jen některé z nich jsou blízké rostlinám. Mezi řasami najdeme jednobuněčné i mnohobuněčné formy, tělo mnohobuněčných řas je tvořeno stélkou. Nejsou schopné přežít v suchém prostředí, žijí proto ve sladké nebo slané vodě, suchozemské formy jsou malé, nenápadné a nejvíce se vyskytují ve vlhkých tropických oblastech. Některé řasy vyřešily problém vysychání symbiózou s houbou a tvoří součást lišejníků.
Řasy jsou definovány jako autotrofní organismy schopné oxygenní fotosyntézy vyjma vyšších rostlin. Nelze je rozhodně chápat jako taxonomickou skupinu, jde o uskupení organismů napříč stromem života a jediným smyslem, proč tuto skupinu respektovat, je jejich ekologie. Všechny řasy, i přes vzájemnou nepříbuznost, zaujímají podobné ekologické niky, a proto o nich lze hovořit jako o ekologické (nikoli systematické) skupině.
Mezi řasy se tradičně řadí i fotosyntetizující bakterie – sinice. Ačkoli podle dnešních poznatků patří do úplně jiné domény než ostatní řasy, přesto jsou za řasy považovány i nadále a články o sinicích jsou dosud součástí fykologických periodik.
Chloroplasty vznikly primární endosymbiózou se sinicí nebo až sekundárně symbiózou s jinou řasou. Některé jednobuněčné řasy jsou mixotrofní nebo sekundárně chloroplasty dokonce úplně ztratily. Řasy jsou součástí vodních ekosystémů, ruduchy a chaluhy poskytují potravu i úkryt, mikroskopické řasy tvoří fytoplankton. Věda, která studuje řasy, se nazývá algologie či fykologie.
Vodní řasy lze v závislosti na druhu využít jak jako potravinu, tak palivo či surovinu na výrobu vodíku, metanu a biopaliva.

## Vývoj pohledu na klasifikaci řas
Ještě ve 20. století byly řasy klasifikovány jako podtřída nižší rostliny v rámci rostlinné říše. Dnes víme nejen to, že řasy netvoří jednotnou skupinu, ale i to, že většina z nich není vůbec příbuzná rostlinám. Dříve se však systém organismů vytvářel striktně pouze morfologických znaků, což vedlo právě k zavedení řas jako celku a jejich členění na zelené, hnědé a červené podle převažujících barviv.
Červené řasy neboli ruduchy tvoří v současné době monofylum na bázi Archaeplastida.
Zelené řasy (nepočítáme-li mezi ně tedy eugleny) se také nacházejí v úzkém příbuzenstvu suchozemských rostlin, ale jedná se o nepřirozenou skupinu, jelikož právě vyšší rostliny se odvětvují uprostřed jejich vývojového stromu.
Takzvané hnědé řasy tvoří také nepřirozenou skupinu, ale s rostlinami již mají pramálo společného. Jejich plastid je ruduchálního původu a právě podle tohoto znaku je na konci 20. století vyčlenil oxfordský odborník Thomas Cavalier-Smith do vlastní říše Chromista. Tento systém přebírá až do současnosti většina středoškolských učebnic. Později se však ukázalo, že tato říše není přirozená a hnědé řasy jsou dnes součástí hned tří říší. Většina se spolu se skupinou Rhizaria stala součástí taxonu Sar. Skrytěnky a Haptophyta získaly své vlastní říše.
Sinice, dříve řazené také mezi nižší rostliny, jsou ve skutečnosti prokaryota, která dala vzniknout plastidům v řasových a rostlinných buňkách. Bývaly označovány jako modré, modrozelené či sinné řasy, což odráží jejich český i latinský název.

## Příbuzenské vztahy mezi jednotlivými typy řas
Řasy jsou dle aktuálních poznatků o evoluci roztříštěny mezi několik velkých říší. Tabulka ukazuje zařazení řasových skupin do současné systematiky v souvislosti s endosymbiotickou teorií. Tabulka uvádí pouze zástupce označované za řasy, ostatní organismy patřící do uvedených superskupin (živočichové, vyšší rostliny, houby a tzv. prvoci) vypouští.
Bližší informace o vzniku fotosyntetických organel u eukaryot také v článku Endosymbiotická teorie.
| Doména    | Superskupina   | Bližší zařazení | Skupiny řas                                                           | Vznik plastidu                       |
| --------- | -------------- | --------------- | --------------------------------------------------------------------- | ------------------------------------ |
| Bacteria  | Bacteria       | Bacteria        | sinice                                                                | –                                    |
| Eukaryota | Archaeplastida | Rhodophyta      | ruduchy                                                               | primární endosymbióza se sinicemi    |
| Eukaryota | Archaeplastida | Glaukophyta     | glaukofyty                                                            | primární endosymbióza se sinicemi    |
| Eukaryota | Archaeplastida | Viridiplantae   | chlorofyty                                                            | primární endosymbióza se sinicemi    |
| Eukaryota | Archaeplastida | Viridiplantae   | „charofyty“ (streptofyty bez vyšších rostlin)                         | primární endosymbióza se sinicemi    |
| Eukaryota | Discoba        | Discoba         | krásnoočka                                                            | sekundární endosymbióza s chlorofyty |
| Eukaryota | Sar            | Rhizaria        | chlorarachniofyty                                                     | sekundární endosymbióza s chlorofyty |
| Eukaryota | Sar            | Stramenopiles   | rozsivky, zlativky, chaluhy, různobrvky, chloromonády, eustigmatofyty | sekundární endosymbióza s ruduchami  |
| Eukaryota | Sar            | Alveolata       | obrněnky                                                              | sekundární endosymbióza s ruduchami  |
| Eukaryota | Cryptista      | Cryptista       | skrytěnky                                                             | sekundární endosymbióza s ruduchami  |
| Eukaryota | Haptista       | Haptista        | haptofyty                                                             | sekundární endosymbióza s ruduchami  |

## Přehled kmenů
K počátku roku 2024 bylo popsáno (aspoň do určité úrovně validity) 50 589 recentních a 10 556 fosilních druhů řas. Zpravidla se řadí do 14 kmenů/oddělení (ostatní zástupci jako incertae sedis apod.), spadajících jak do bakterií, tak do „tradičních“ eukaryotních říší, tedy do rostlin, chromistů i prvoků. Tomu odpovídá následující přehled kmenů s počty popsaných rodů a druhů:
| kmen (oddělení)                                 | počet popsaných rodů | počet popsaných druhů | habitat (M – mořské, S – sladkovodní, T – terestrické) | formy                         |
| ----------------------------------------------- | -------------------- | --------------------- | ------------------------------------------------------ | ----------------------------- |
| „Charophyta“ (Streptophyta bez vyšších rostlin) | 236                  | 5 644                 | S,T                                                    | makroskopické i mikroskopické |
| Chlorophyta (s.s.)                              | 1 513                | 7 934                 | M,S,T                                                  | makroskopické i mikroskopické |
| Chromeridophyta (Chromerida)                    | 6                    | 8                     | M                                                      | mikroskopické                 |
| Cryptophyta (Cryptista s.s.)                    | 44                   | 245                   | M,S                                                    | mikroskopické                 |
| Cyanobacteriota (Cyanophyta)                    | 866                  | 5 723                 | M,S,T                                                  | zpravidla makroskopické       |
| Dinoflagellata (Dinophyta, Dinozoa)             | 710                  | 3 911                 | M,S                                                    | mikroskopické                 |
| Euglenophyta (Euglenozoa)                       | 164                  | 2 057                 | M,S,T                                                  | mikroskopické                 |
| Glaucophyta                                     | 8                    | 25                    | S,T                                                    | mikroskopické                 |
| Haptophyta                                      | 391                  | 1 722                 | M,S                                                    | mikroskopické                 |
| Heterokontophyta (Ochrophyta)                   | 1 781                | 23 314                | M,S,T                                                  | makroskopické i mikroskopické |
| Picophyta (Picozoa)                             | 1                    | 1                     | M                                                      | mikroskopické                 |
| Prasinodermatophyta (Prasinodermophyta)         | 5                    | 10                    | M                                                      | mikroskopické                 |
| Rhodelphidophyta (Rhodelphidia)                 | 1                    | 2                     | M,S                                                    | mikroskopické                 |
| Rhodophyta                                      | 1094                 | 7554                  | M,S,T                                                  | makroskopické i mikroskopické |
| Incertae sedis apod.                            | 887                  | 2 995                 | M,S,T                                                  | makroskopické i mikroskopické |
| Celkem                                          | 7 707                | 61 145                |                                                        |                               |